# Qeshlāq-e Şāleḩ Beyg
Qeshlāq-e Şāleḩ Beyg (persiska: قِشلاقِ صالِح بِيك, قشلاق صالح بیگ, Qeshlāq-e Şāleḩ Beyk) är en ort i Iran.   Den ligger i provinsen Kurdistan, i den nordvästra delen av landet, 500 km väster om huvudstaden Teheran. Qeshlāq-e Şāleḩ Beyg ligger 1 576 meter över havet och antalet invånare är 292.
Terrängen runt Qeshlāq-e Şāleḩ Beyg är huvudsakligen kuperad. Qeshlāq-e Şāleḩ Beyg ligger nere i en dal som går i öst-västlig riktning.Runt Qeshlāq-e Şāleḩ Beyg är det ganska glesbefolkat, med 50 invånare per kvadratkilometer. Närmaste större samhälle är Saqqez, 10,9 km nordost om Qeshlāq-e Şāleḩ Beyg. Trakten runt Qeshlāq-e Şāleḩ Beyg består i huvudsak av gräsmarker.